# Дачна (Бєлорєцький район)
Дачна (рос. Дачная, башк. Дачный) — присілок (колишнє селище) у складі Бєлорєцького району Башкортостану, Росія. Входить до складу Серменевської сільської ради.
До 10 вересня 2007 року називався присілок Станції Кадиш.
Населення — 34 особи (2010; 18 в 2002).
Національний склад:
- башкири — 83%